# 集體行動問題
集體行動問題（英語：Collective action problem），又稱社會困境（social dilemma）是指當所有個人都可以更好地合作，但由於個人之間的利益衝突阻礙了聯合行動，因此無法合作。 幾個世紀以來，集體行動問題在政治哲學中時常論述，但在1965年曼瑟·奧爾森的論著《集體行動的邏輯》（The Logic of Collective Action）中得到了最明確的確立。
當過多的團體成員選擇追求個人利益和即時滿足，而不是為了團體的最佳長期利益行事時，就會出現問題。 社會困境可以有多種形式，並且可以跨學科研究，例如心理學、經濟學和政治學等社會科學。 可以使用社會困境來解釋的現象示例包括資源枯竭、選民投票率低和人口過剩。 集體行動問題可以通過博弈論的分析來理解；搭便車問題是公共財提供的結果。 此外，集體問題可以應用於世界各國目前面臨的眾多公共政策議題。
當對相關行為者個人利益的最佳追求，使他們處於比放棄最大化個人利益的最佳行動方案的解決方案更糟糕的境地時，社會困境就存在了。 因此，博弈論將社會困境描述為與福利最優或帕累托效率相比至少存在一種不足的均衡狀態的情況。 
社會困境的經濟學描述在於這樣一個事實，即群體的利益相關行為導致次優條件。 最佳（理想）狀態的描述當然需要進行評估。 求職者對集體談判工資的評估可能與僱員不同。 在明顯的情況下，可以應用帕累托效率。 從這個最優開始可以定義：
- 每個參與者從非合作行動中獲得比合作行動更高的利潤，並且；
- 與每個人都做出自私的選擇相比，如果每個人都參與合作，他們的整體狀況會更好；

在這種情況下，經濟學也討論負面的外部影響或市場失靈。
政治經濟學學者暨諾貝爾經濟學獎得主 Elinor Ostrom 提出之體制分析與發展架構（Institutional Analysis and Development (IAD) framework）是相關理論代表之一。

## 參看
- 公地悲劇
- 外部性